# Condado de Logan (Nebraska)
El condado de Logan (en inglés: Logan County), fundado en 1885 y con nombre en honor de John A. Logan, es un condado del estado estadounidense de Nebraska. En el año 2000 tenía una población de 774 habitantes con una densidad de población de una persona por km². La sede del condado es Stapleton.

## Geografía
Según la oficina del censo el condado tiene una superficie total de 1479 km² (571 mi²), de los que la totalidad son tierra.

## Condados adyacentes
- Condado de Thomas – norte
- Condado de Blaine – noreste
- Condado de Custer – este
- Condado de Lincoln - sur
- Condado de McPherson - oeste

## Demografía
Según el censo del 2000 la renta per cápita media de los habitantes del condado era de 33.125 dólares y el ingreso medio de una familia era de 38.958 dólares. En el año 2000 los hombres tenían unos ingresos anuales 26.250 dólares frente a los 18.906 dólares que percibían las mujeres. El ingreso por habitante era de 14.937 dólares y alrededor de un 10,50 % de la población estaba bajo el umbral de pobreza nacional.

## Ciudades y pueblos
- Gandy
- Stapleton